# One Liberty Plaza
One Liberty Plaza (früher U.S. Steel Building) ist ein Wolkenkratzer im Stadtbezirk Manhattan in New York City. Der im Jahr 1973 eröffnete und 226,5 Meter (743 Fuß) hohe Büroturm wurde von dem Architekturbüro Skidmore, Owings and Merrill entworfen.

## Beschreibung

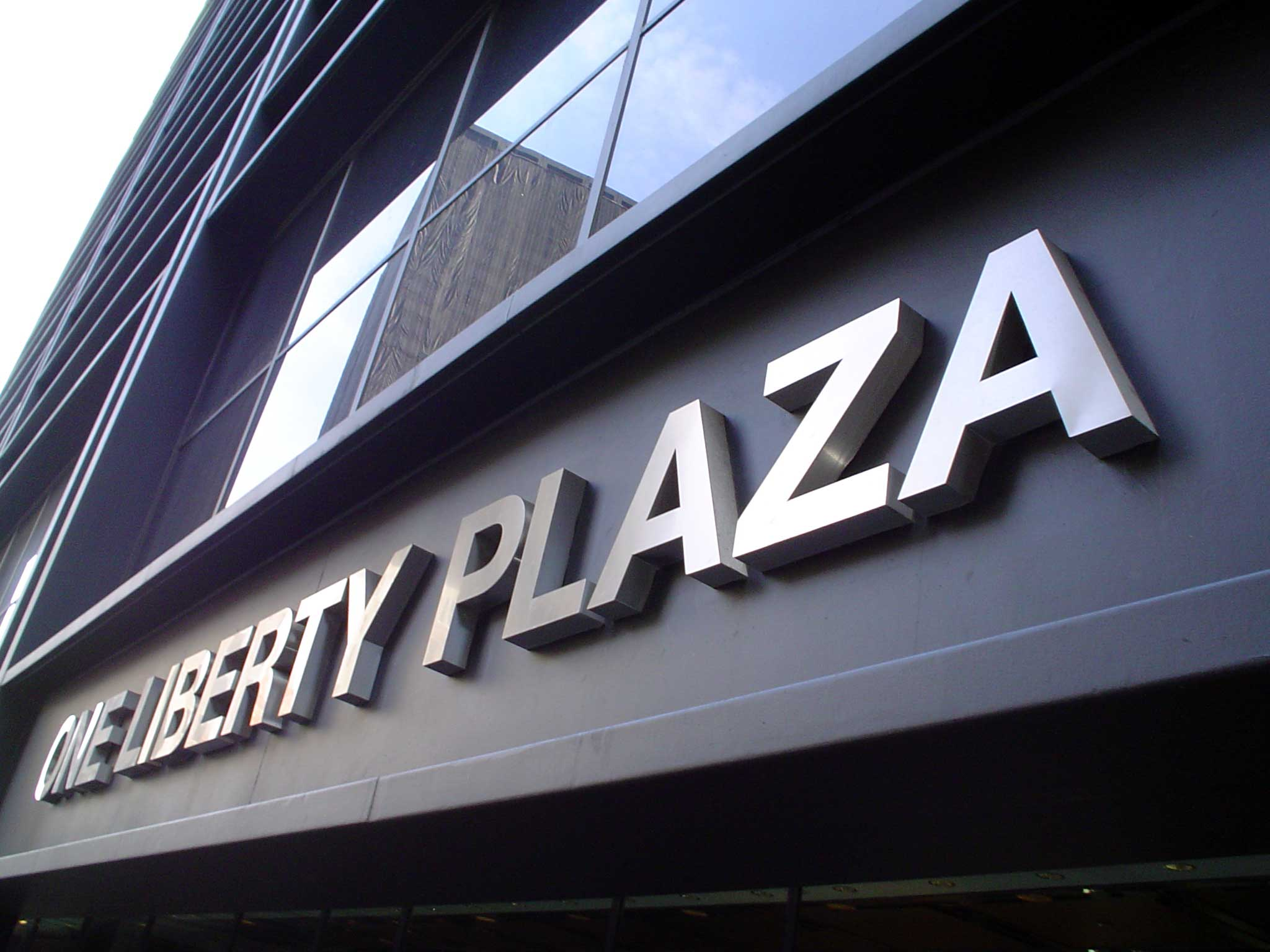
Gebäudename über einem Eingang zum One Liberty Plaza

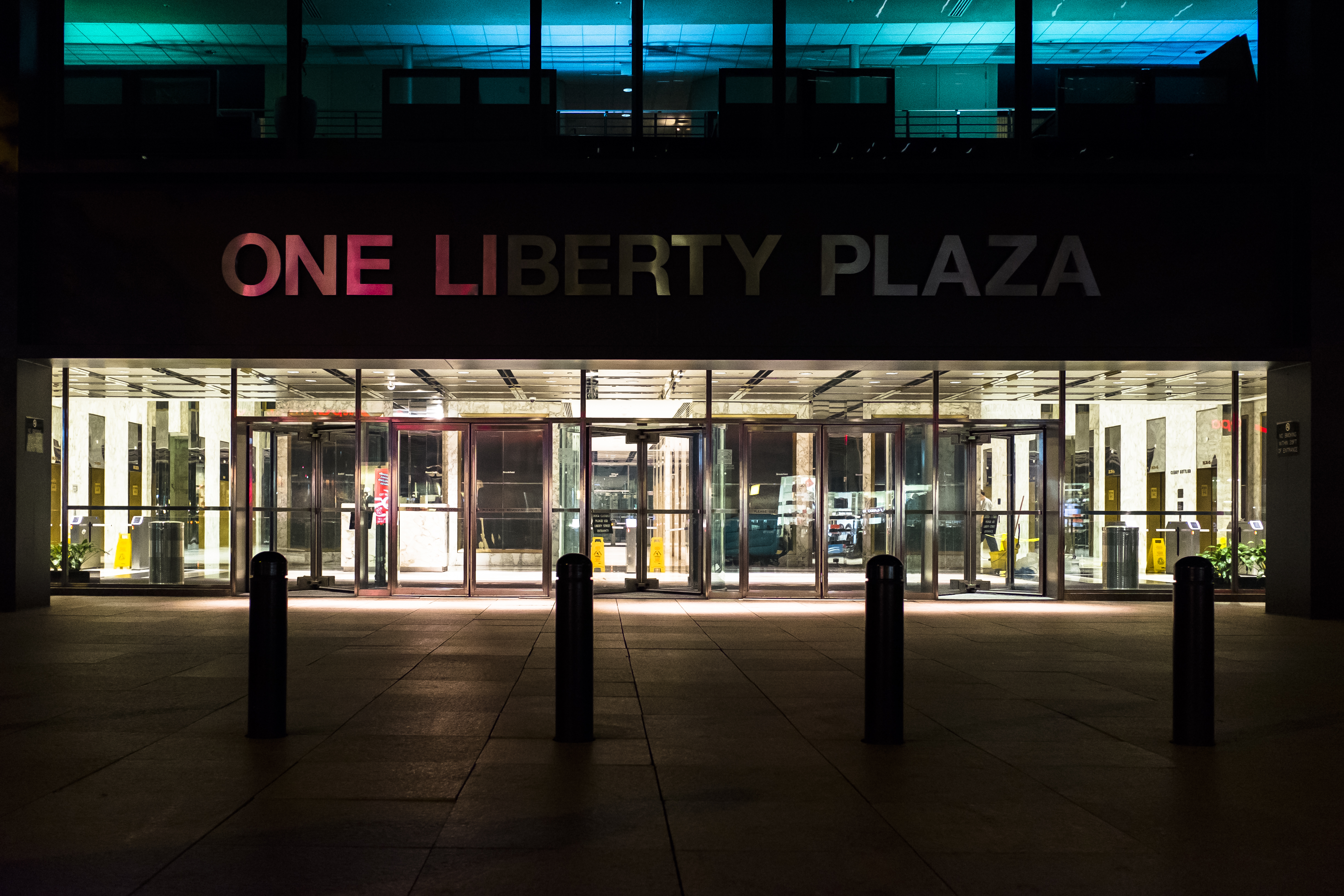
Eingang und Lobby

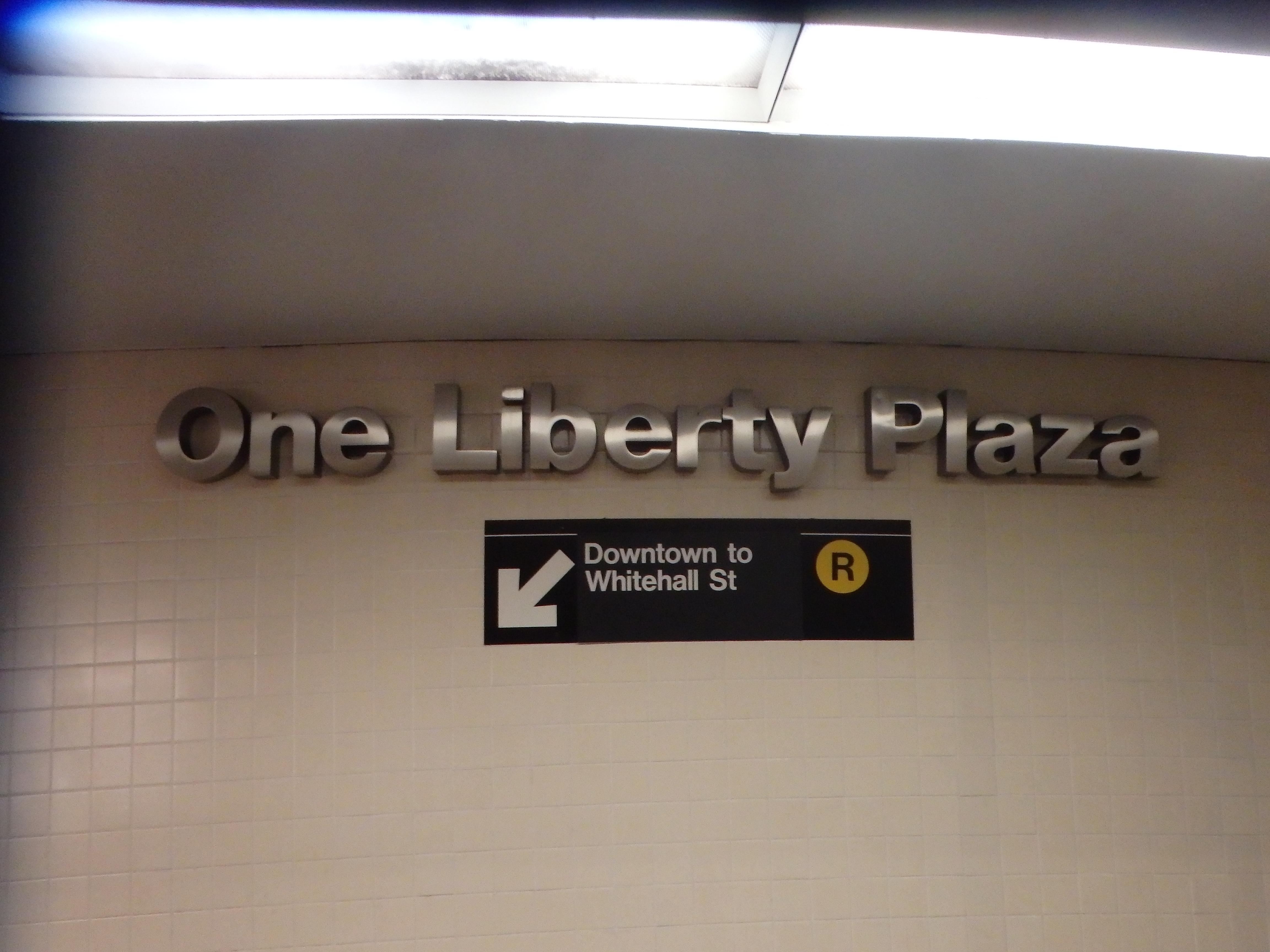
Hinweistafel zur U-Bahn-Station

One Liberty Plaza befindet sich im Financial District in Lower Manhattan und nimmt einen ganzen Block zwischen Broadway und Church Street sowie Liberty Street und Cortlandt Street in direkter Nachbarschaft zum World Trade Center ein. Gegenüber jenseits der Church Street steht seit 2013 neben anderen Wolkenkratzern das 297 Meter hohe Four World Trade Center. Vor dem Gebäude in der Liberty Street liegt der Zuccotti Park. An der Gebäudeecke Church Street/Cortlandt Street befindet sich ein Eingang zur Cortlandt Street Subway Station der New York City Subway. Hier verkehren die Linien  und  und man hat weiter einen direkten unterirdischen Zugang zum U-Bahn- und Einzelhandelskomplex Fulton Street Transit Center.
Um Platz für den 1969 begonnenen Bau des Gebäudes zu schaffen, wurden zuvor das historisch bedeutsame Singer Building und das City Investing Building abgerissen. 1972 wurde der Büroturm fertiggestellt und ein Jahr später eröffnet. Bauherr und erster Eigentümer war der Stahlproduzent US Steel (United States Steel Corporation). One Liberty Plaza ist mit Stand 2024 gemeinsam mit 7 World Trade Center das 71-höchste Gebäude in New York. Architektonisch zeichnet sich das Gebäude durch seinen rechteckigen Grundriss aus, wodurch auch das Flachdach entsteht. Der Gebäudekern sowie der Rahmen des Gebäudes besteht aus Stahl, die in schwarz gehaltene Fassade wurde mit Glas und Aluminium verkleidet. Der One Liberty Plaza wird bis auf wenige technische Einrichtungen vollständig für Büros genutzt. Einen allgemein öffentlich zugänglichen Bereich im Gebäude gibt es nicht. Die gesamte Nutzfläche der 54 Stockwerke beträgt 216.567 Quadratmeter. Im Wolkenkratzer sind 39 Aufzüge in Betrieb.
Nach den Anschlägen vom 11. September 2001 und dem anschließenden Einsturz des nahegelegenen früheren World Trade Centers erlitt das One Liberty Plaza erhebliche Schäden an der Westfassade, wo unter anderem zahlreiche Fenster zu Bruch gingen. Der Turm wurde am 24. Oktober 2001 wiedereröffnet. Brookfield Properties, eine nordamerikanische Tochtergesellschaft des Immobilienunternehmens Brookfield Property Partners, erwarb 2001 das Gebäude für 432 Millionen US-Dollar. Im Dezember 2017 verkaufte Brookfield Properties einen 49-prozentigen Anteil am Turm an die Blackstone Group. In der Nachhaltigkeit erhielt das Gebäude die LEED Gold-Zertifizierung.